# Menschenrechtsbeauftragter
Menschenrechtsbeauftragter bezeichnet besonders eingesetzte Beauftragte für das Feld der Menschenrechte. Staatliche Menschenrechtsbeauftragte gibt es in vielen Nationen der Erde, weiters stellen auch zahlreiche Nichtregierungsorganisationen (NGOs) Beauftragte.

## Einzelne Staaten

### Deutschland
In Deutschland gibt es neben dem Menschenrechtsbeauftragten im Auswärtigen Amt noch eine Beauftragte der Bundesregierung für Menschenrechtsfragen im Bundesministerium der Justiz, die vornehmlich mit der rechtlichen Vertretung Deutschlands vor internationalen Gerichten, insbesondere vor dem Europäischen Gerichtshof für Menschenrechte, beauftragt ist.

### Österreich
In Österreich gab es einen Menschenrechtsbeauftragten am Innenministerium (derzeit Agenda des stellvertretenden Kabinettschefs), oder beispielsweise auch bestellt durch die Landesregierungen, wie auch bei der Polizei.

### Russland
In Russland gibt es einen Menschenrechtsbeauftragten, der durch die Staatsduma (Parlament) für jeweils fünf Jahre gewählt wird.

## UN
Auch die Vereinten Nationen bestellen verschiedene Menschenrechtsbeauftragte, namentlich das UN-Hochkommissariats für Menschenrechte (High Commissioner of Human Rights) sowie deren Sub-Commissoners und lokalen Officers (für eine bestimmte Region oder ein Land ernannt) und eventuell UN-Sonderbeauftragte (Special Representatives of the Secretary-General) für spezielle Sachfragen. Die Sonderberichterstatter für Menschenrechte (Special Rapporteur) berichten vor dem UN-Menschenrechtsrat und der UN-Generalversammlung.